# ديف هوفمان (لاعب كرة قدم أمريكية)
ديف هوفمان (بالإنجليزية: Dave Huffman)‏ هو لاعب كرة قدم أمريكية أمريكي، ولد في 4 أبريل 1957 في كانتون في الولايات المتحدة، وتوفي في 21 نوفمبر 1998.

## وصلات خارجية
- ديف هوفمان على موقع مرجع كرة القدم المحترفة.كوم (الإنجليزية)